# Michail Petrowitsch Minin
Michail Petrowitsch Minin (russisch Михаил Петрович Минин; * 29. Juli 1922 in Wanino, Gouvernement Pskow; † 10. Januar 2008 in Pskow) war ein Oberstleutnant der Sowjetarmee.
Während der Schlacht um Berlin hisste er zusammen mit drei weiteren Soldaten, darunter Rachimschan Koschkarbajew, bei einbrechender Dunkelheit am 30. April 1945 die erste sowjetische Fahne auf dem Reichstagsgebäude. Die auf dem berühmten Foto Auf dem Berliner Reichstag, 2. Mai 1945 durch Jewgeni Chaldej nachgestellte Szene wurde von sowjetischer Seite offiziell dem Georgier Meliton Kantaria zugeschrieben. Minin wurde erst 1995 von Präsident Boris Jelzin geehrt.
Nach dem Krieg absolvierte Minin die Kuibyschew-Militärakademie für Pioniertruppen und diente bis 1969 bei den Strategischen Raketentruppen, zuletzt als Oberstleutnant.
Er wurde mit dem Rotbannerorden, dem Orden des Großen Vaterländischen Krieges (zweifach), dem Orden des Roten Sterns sowie der Medaille „Für Verdienste im Kampf“ ausgezeichnet und war Ehrenbürger der Stadt Pskow.